# Castro dei Volsci
Castro dei Volsci é uma comuna italiana da região do Lácio, província de Frosinone, com cerca de 5.037 habitantes. Estende-se por uma área de 58 km², tendo uma densidade populacional de 87 hab/km². Faz fronteira com Amaseno, Ceccano, Ceprano, Falvaterra, Lenola (LT), Pastena, Pofi, Vallecorsa, Villa Santo Stefano.

## Demografia
| Variação demográfica do município entre 1861 e 2011                               |
|                                                                                   |
| Fonte: Istituto Nazionale di Statistica (ISTAT) - Elaboração gráfica da Wikipedia |